# Sosis (polític)
Sosis (en llatí Sosis, en grec antic Σὥσις) fou un polític siracusà que va organitzar una revolta popular contra Dió de Siracusa en el període durant el que aquest va tenir el poder a la ciutat i estava assetjant a Dionís el Jove a l'illa d'Ortígia.
Sosis es va provocar ell mateix algunes ferides que va pretendre que li havien fet els emissaris de Dió, però es va descobrir l'engany i finalment va ser mort a mans del poble indignat, segons diu Plutarc.